# Jonas Blue
Jonas Blue, pseudonimo di Guy James Robin (Londra, 2 agosto 1989), è un disc jockey e produttore discografico britannico.
Ha raggiunto la notorietà internazionale nei primi mesi del 2016 con il singolo Fast Car, cover in chiave tropical house dell'omonimo successo di Tracy Chapman.

## Biografia
Ha fatto il suo esordio nel mondo delle musica nel dicembre 2015, pubblicando con l'etichetta discografica Virgin Music il suo singolo d'esordio, Fast Car, cover dell'omonima canzone incisa e portata al successo da Tracy Chapman nel 1988. Il singolo, nei primi mesi del 2016, ha scalato le classifiche internazionali, raggiungendo la prima posizione in Australia e Scozia, il secondo posto in Regno Unito, Germania, Nuova Zelanda e Svezia e risultati lusinghieri in tutti i paesi in cui è stato pubblicato. Il singolo è stato inciso in collaborazione con la cantante britannica Dakota.
Nel giugno 2016 è stato pubblicato il suo secondo singolo, Perfect Strangers, in collaborazione con JP Cooper.

## Discografia

### Album in studio
- 2018 – Blue

### Raccolte
- 2020 – Est. 1989

### Singoli
- 2015 – Fast Car (feat. Dakota)
- 2016 – Perfect Strangers (feat. JP Cooper)
- 2016 – By Your Side (feat. Raye)
- 2017 – Mama (feat. William Singe)
- 2017 – Don’t Call It Love (feat. EDX)
- 2017 – We Could Go Back (feat. Moelogo)
- 2018 – Hearts Ain't Gonna Lie (con Arlissa)
- 2018 – Alien (con Sabrina Carpenter)
- 2018 – Rise (feat. Jack & Jack)
- 2018 – I See Love (feat. Joe Jonas)
- 2018 – Back & Forth (con MK e Becky Hill)
- 2018 – Roll with Me (con Bantu feat. Shungudzo e ZieZie)
- 2018 – Polaroid (con Liam Payne e Lennon Stella)
- 2019 – Desperate (feat. Nina Nesbitt)
- 2019 – Wild (feat. Chelcee Grimes, Tini e Jhay Cortez)
- 2019 – What I Like About You (feat. Theresa Rex)
- 2019 – Younger (feat. HRVY)
- 2019 – All Night Long (con RetroVision)
- 2019 – Ritual (con Rita Ora e Tiësto)
- 2019 – Billboard (con Tifa Chen)
- 2019 – Mistakes (con Paloma Faith)
- 2020 – Naked (con Max)
- 2021 – Hear Me Say (con Léon)
- 2021 – Sad Boy (con R3hab feat. Ava Max e Kylie Cantrall)